# 督抚同城
督抚同城指的是清朝历史上总督与巡抚同城而治的现象。

## 简介
在清朝，总督是统辖一省或数省行政、经济及军事的长官，巡抚负责税收、水利、内政，有时也可调动军队，总督与其所驻扎的省的巡抚，在职权上多有重叠，可以互相监督。因此督抚在地方事务上多有不和，造成互相掣肘的现象，这种现象被称为“督抚不和”。由于总督在官衔上比巡抚高，在很多事务上巡抚往往无法作主，事实上成为摆设。
为了避免督抚在事务上的冲突，不少地区将总督治所与巡抚治所设在不同的城池。但也有部分地区总督与巡抚的治所设在同一座城池里，这种现象就被称为“督抚同城”。

## 历史
清朝督抚同城的地区有四个：两广总督与广东巡抚同驻广州府、闽浙总督与福建巡抚同驻福州府、湖广总督与湖北巡抚同驻武昌府、云贵总督与云南巡抚同驻云南府。也有一处事实上的同城：两江总督与安徽布政使（1667-1750）/江宁布政使（1760-1911）同驻江宁府。
1885年，台湾建省，撤除福建巡抚一职，由闽浙总督兼任。戊戌变法期间，光绪帝于光绪二十四年（1898年）裁撤湖北、广东、云南三省巡抚，以总督兼管巡抚事，但在戊戌政变之后被恢复旧制。清末新政时，湖北、广东、云南三省巡抚于光绪三十一年（1905年）再度被裁撤，由总督兼管其事务。
光绪三十三年（1907年），东北改制，吉林将军、黑龙江将军、盛京将军的三个辖区分别被改为吉林省、黑龙江省和奉天省。原盛京将军被改为东三省总督，与奉天巡抚形成督抚同城的局面，成为当时唯一一个督抚同城的地区。宣统二年三月十九日（1910年4月28日），奉天巡抚被正式裁撤，由东三省总督管奉天巡抚事。至此，督抚同城成为历史。